# Dieter Hoeneß
Dieter Hoeneß (* 7. Januar 1953 in Ulm) ist ein ehemaliger deutscher Fußballspieler und -manager. Er ist der jüngere Bruder von Uli Hoeneß und der Vater von Sebastian Hoeneß.

## Karriere als Spieler

### Vereine
Hoeneß spielte vom sechsten bis vierzehnten Lebensjahr in dem von seinem Vater, dem Metzgermeister Erwin Hoeneß, am 13. November 1949 mitgegründeten Verein VfB Ulm als Torwart und gewann in der Spielzeit 1960/61 – gemeinsam mit seinem Bruder Uli – die 1. Bezirksmeisterschaft in der D-Jugend. Von 1967 bis 1973 spielte er für die TSG Ulm 1846.
Im Alter von 20 Jahren wechselte Hoeneß 1973 zum VfR Aalen in der 1. Amateurliga (dritthöchste Spielklasse). In seiner ersten Saison gewann er die Meisterschaft und wurde mit 23 Toren hinter Helmut Dietterle zweitbester Torschütze bei den Aalenern. Wegen der Ligenreform, bei der die fünfgleisige Regionalliga durch die zweigleisige 2. Bundesliga als zweithöchste Spielklasse ersetzt wurde, konnte der VfR jedoch nicht aufsteigen und trat auch in der folgenden Saison in der dritten Liga an. Dort konnte Hoeneß mit der Mannschaft erneut die Meisterschaft erreichen, scheiterte jedoch in den Aufstiegsspielen.
1975 verpflichtete ihn der Zweitligist VfB Stuttgart, wo er sein Debüt am 13. September 1975 (7. Spieltag) bei der 0:2-Heimniederlage gegen den 1. FSV Mainz 05 gab; sein erstes Tor erzielte er am 15. Oktober (11. Spieltag) beim 2:0-Heimsieg über Röchling Völklingen. Nach zwei Spielzeiten stieg der VfB in die Bundesliga auf. Dort debütierte Hoeneß am 6. August 1977 (1. Spieltag) beim spannungsgeladenen 3:3 gegen seinen späteren Verein, den FC Bayern München. Mit dem zwischenzeitlichen 1:1 bei der 1:2-Niederlage im Heimspiel gegen den Hamburger SV am 31. August (5. Spieltag) gelang ihm auch sein erstes Tor in der höchsten Spielklasse.

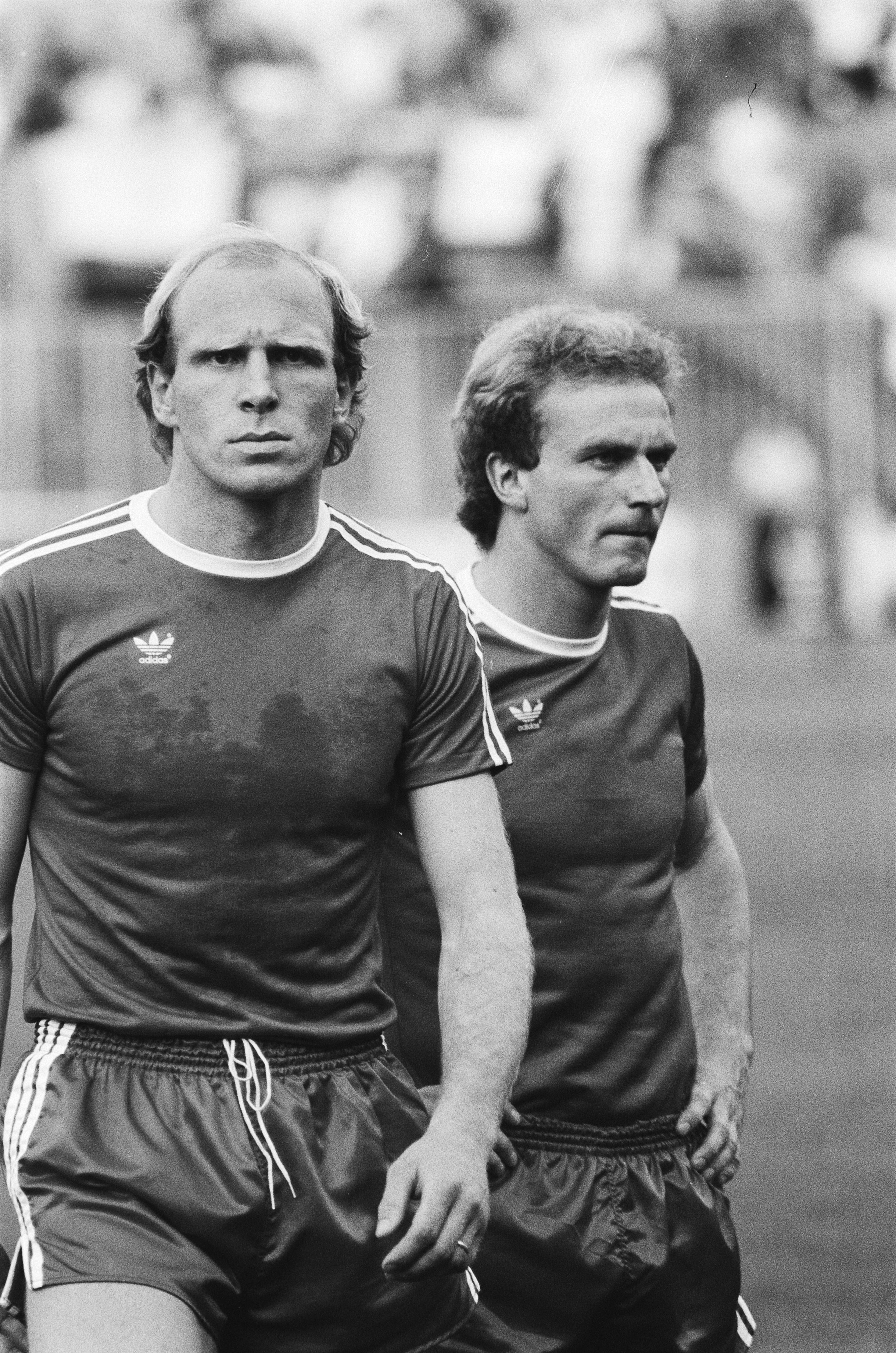
Dieter Hoeneß (links) mit Karl-Heinz Rummenigge im Finale des Europapokals der Landesmeister gegen Aston Villa, 1982

Von 1979 bis 1987 spielte Hoeneß mit großem Erfolg für den FC Bayern München. In 224 Bundesligaspielen erzielte er 102 Tore und traf statistisch in jedem zweiten Europapokalspiel (26 Treffer in 52 Einsätzen) für die Bayern. Im UEFA-Pokal kam er mit der Mannschaft 1980 bis ins Halbfinale, er selbst wurde mit sieben Toren Torschützenkönig des Wettbewerbs. 1982 unterlag er im Europapokal der Landesmeister im Finale gegen Aston Villa und wurde mit sieben Toren erneut Torschützenkönig. Während seiner Zeit in München war der Mittelstürmer wegen seiner Torgefährlichkeit gefürchtet. Seine Spezialität waren Kopfballtore, und er galt darüber hinaus als Kämpfernatur. Diesen Ruf verfestigte er, als er 1982 im Finale um den DFB-Pokal nach einem Zusammenprall mit dem Nürnberger Alois Reinhardt trotz einer Platzwunde am Kopf mit einem turbanähnlichen Verband noch fast eine Stunde weiterspielte und schließlich in der 89. Minute den 4:2-Endstand per Kopf erzielte. Am 25. Februar 1984 gelangen ihm beim 6:0-Heimsieg der Bayern über Eintracht Braunschweig innerhalb einer Halbzeit in 21 Minuten fünf Tore in Folge.
Nach fünf mit den Bayern gewonnenen deutschen Meisterschaften und drei DFB-Pokal-Siegen beendete Hoeneß 1987 seine Karriere als aktiver Fußballer.

### Nationalmannschaft
Am 28. März 1979 bestritt Hoeneß sein erstes Länderspiel im Trikot der B-Nationalmannschaft, die in Aachen die A-Nationalmannschaft Norwegens mit 3:0 besiegte, wobei er einen Treffer beisteuerte. Auch in seinem zweiten Spiel in dieser Auswahlmannschaft, am 19. Dezember 1979 in Genua, trug er mit einem Tor beim 2:1-Sieg über die B-Auswahl Italiens bei.
In der A-Nationalmannschaft debütierte Hoeneß – kurzfristig für die Reise nach Irland und Island nominiert – am 22. Mai 1979 beim 3:1-Sieg über Irland, bei dem ihm ein Tor gelang. Im Spiel am 26. Mai in Reykjavík, beim 3:1-Sieg über Island, schoss er zwei Tore.
Erst sieben Jahre später spielte Hoeneß wieder in der Nationalmannschaft, als ihn Teamchef Franz Beckenbauer für das Spiel am 9. April 1986 in Basel gegen die Schweiz berief und er das „goldene“ Tor erzielte. Beim darauffolgenden 1:1-Unentschieden gegen Jugoslawien blieb er am 11. Mai in Bochum erstmals in einem Länderspiel ohne Torerfolg. Für den Kader der Fußball-Weltmeisterschaft 1986 in Mexiko nominiert, wurde Hoeneß im Viertelfinale gegen den Gastgeber und im Finale gegen den späteren Weltmeister Argentinien eingewechselt. Dabei blieb Hoeneß ohne Torerfolg, stand aber wie sein ein Jahr älterer Bruder Uli (bei der WM 1974) ebenfalls in einem WM-Finale.

## Karriere als Manager
Nach seinem Karriereende schloss sich Hoeneß dem Computer-Hersteller Commodore an, der seit 1984 als Hauptsponsor den FC Bayern München unterstützte. Seine neue Stelle als Verantwortlicher für das Sportmarketing des Unternehmens, das seinerzeit den deutschen Markt für Heimcomputer beherrschte, trat er im Oktober 1987 an. Dabei verantwortete er 1989 das Auslaufen der Sponsoringvereinbarung mit dem Rekordmeister und aufgrund der strategischen Neuausrichtung der Firma die Fokussierung auf andere Sportarten wie Reiten, Golf, Tennis und Ski Alpin und in Richtung Event-Marketing.
Im Frühjahr 1990 verpflichtete sein Ex-Klub VfB Stuttgart Hoeneß als „Direktor für Marketing und den sporttechnischen Bereich“ im Zuge einer Professionalisierungsstrategie, in deren Rahmen auch Daimler-Vorstandssprecher Matthias Kleinert ins VfB-Präsidium einzog. In der Spielzeit 1991/92 gewann der schwäbische Klub den Meistertitel, verpasste aber in der folgenden Spielzeit aufgrund eines „Wechselfehlers“ – unberechtigterweise setzte Trainer Christoph Daum nach der Einwechslung von Jovica Simanić im Rückspiel bei Leeds United vier ausländische Spieler ein – nach einer 1:2-Niederlage im Entscheidungsspiel in Camp Nou in der ersten Runde der UEFA Champions League 1992/93 die Gruppenphase des erstmals in neuer Form ausgetragenen Europapokals. In den folgenden Jahren konnte der Klub nicht mehr an den Erfolg anknüpfen. Im Frühjahr 1995 wurde daraufhin die sportliche Leitung in Form von Hoeneß und Trainer Jürgen Röber entlassen, dabei wurde Hoeneß auch zur Last gelegt, dass sein angelsächsisches Vokabular wie „Event“, „Marketing“ und „Merchandising“ nicht zur schwäbischen Bodenständigkeit gepasst habe und er erst spätvormittags zur Arbeit erschienen sei. Bezeichnenderweise wurde Hoeneß’ Nachfolger sein Vorgänger, der zwischen 1976 und 1990 amtierende Geschäftsführer Ulrich Schäfer übernahm erneut die operativen Geschicke des Vereins.
Im November 1995 warb Michael A. Roth, der Präsident des 1. FC Nürnberg, massiv um die Verpflichtung Hoeneß’, konnte sich jedoch im Klub nicht durchsetzen, so dass dieser das Angebot annahm, den Posten des Generalbevollmächtigten eines TV-Unternehmens zu übernehmen. Zugleich wurde er Vizepräsident von Hertha BSC, bei dem das Unternehmen als Sponsor tätig war. Im April 1997 beendete er sein Engagement für das TV-Unternehmen und wechselte dauerhaft als Manager zu Hertha BSC, nachdem er bereits seit März den entlassenen Carl-Heinz Rühl kommissarisch vertreten hatte. Nach dem Bundesligaaufstieg des Klubs im Sommer des Jahres etablierte sich die Mannschaft in der Folge in der höchsten Spielklasse und qualifizierte sich in zwölf Saisons unter der Führung von Hoeneß siebenmal für die Teilnahme an einem internationalen Pokal. Die Mannschaft war in dieser Phase achtmal unter den Top 6 der Liga. Im Juni 2009 verließ er den Verein nach Meinungsverschiedenheiten wegen seines Führungsstils auf eigenen Wunsch ein Jahr vor Ende seines Vertrags. Hoeneß übernahm am 15. Januar 2010 die Geschäftsführung des Bundesligisten VfL Wolfsburg. Am 18. März 2011 wurde er beim VfL durch Felix Magath ersetzt, der zugleich Trainer wurde. Sein Vertrag wurde einvernehmlich aufgelöst.

## Sportliche Erfolge

### Als Spieler
- 1× Vizeweltmeister: 1986
- 5× Deutscher Meister: 1980, 1981, 1985, 1986, 1987
- 3× DFB-Pokal-Sieger: 1982, 1984, 1986
- 1× DFB-Supercup-Sieger: 1982 (inoffiziell)
- 1× Torschützenkönig des Europapokals der Landesmeister: 1982
- 1× Torschützenkönig des UEFA-Pokals: 1980
- 1× Torschützenkönig des DFB-Pokals: 1979

### Als Manager
- 1× Deutscher Meister: 1992
- 1× DFB-Supercup-Sieger: 1992
- 2× Ligapokal-Sieger: 2001, 2002

## Auszeichnungen
- Torschütze des Monats März und September 1982[15][16]

## Sonstiges
Als Spieler erhielt Hoeneß den Spitznamen Schwabenpfeil.
Hoeneß besuchte das Schubart-Gymnasium Ulm und legte dort 1972 die Abiturprüfung ab. In Tübingen begann er ein Lehramtsstudium in den Fächern Englisch, Geographie und Sport.
Er ist verheiratet und hat zwei Söhne. Sein Sohn Sebastian war ebenfalls als Fußballspieler tätig und spielte unter anderem für die U19 des VfB Stuttgart, die TSG Hoffenheim sowie die zweite Mannschaft von Hertha BSC. In Berlin war Sebastian Hoeneß Kapitän der U-23-Mannschaft. Nach mehreren Stationen als Jugendtrainer war er ab Juni 2019 Cheftrainer des Drittliga-Aufsteigers FC Bayern München II, mit dem er sofort Drittliga-Meister wurde, von Juli 2020 bis zum Ende der Saison 2021/22 war er Cheftrainer der TSG 1899 Hoffenheim und seit April 2023 des VfB Stuttgart in der Bundesliga.
Hoeneß unterstützte als Stadtpate seiner Heimatstadt Ulm das Sozialprojekt Wir helfen Afrika zur Fußball-Weltmeisterschaft 2010 in Südafrika. Er ist Botschafter der Initiative Respekt! Kein Platz für Rassismus.
Nach seiner Karriere als Bundesligamanager zog Hoeneß wieder nach München, wo er 2012 ein Consulting-Unternehmen gründete. Heute ist Hoeneß als Spielervermittler für seine Firma Ballwerk Sports aktiv.